# Mauroa
Mauroa is een gemeente in de Venezolaanse staat Falcón. De gemeente telt 29.600 inwoners. De hoofdplaats is Mene de Mauroa.